# Amirim
Amirim (in ebraico: אֲמִירִים lett: cime degli alberi) è un moshav in Galilea. Oggi 150 famiglie vivono in kibbutz nel moshav. Amirim si trova a 650 m. sul livello del mare su una collina affacciata sul Mar di Galilea ed a 15 km. da Safed.

## Storia
I primi tentativi di immigrati ebrei provenienti dal Marocco per stabilire un insediamento nel 1950 non hanno avuto successo. Il nome originale era Shefa Bet. Nel 1958, un gruppo di ebrei con esperienze diverse (tra loro sorviventi del Olocausto di Polonia)  si sono unite per creare un moshav sulla base di un vegetariano e vegano stile di vita organica ed ideologia ecologista. Si son uniti a loro per poco tempo un gruppo di Davidiani e famiglie legate alla Chiesa cristiana avventista del settimo giorno oltre naturalmente ad ebrei. I Davidiani erano sotto la guida di Ben Roden e Lois Roden e poi si sono trasferiti a Gerusalemme. I fondatori di Amirim sono stati tra i pionieri del Vegetarismo in Israele. Lois Roden ha istituito per corto tempo ad Amirim anche l'Associazione Il Ramo per l'Agricoltura biologica, una delle prime organizzazioni a promuovere l'Agricoltura biologica ed il biologico in generale in Israele

## Economia
Una delle fonti principali del moshav di reddito è il turismo. Il moshav gestisce alberghi e ristoranti con cibi vegetariani e vegani. Nei primi anni 1960, l'Agenzia ebraica ha aiutato 10 famiglie a costruire il primo zimmerim, cioè uno chalet per i turisti ospiti di Amirim.